# سیب‌ها و پرتقال‌ها

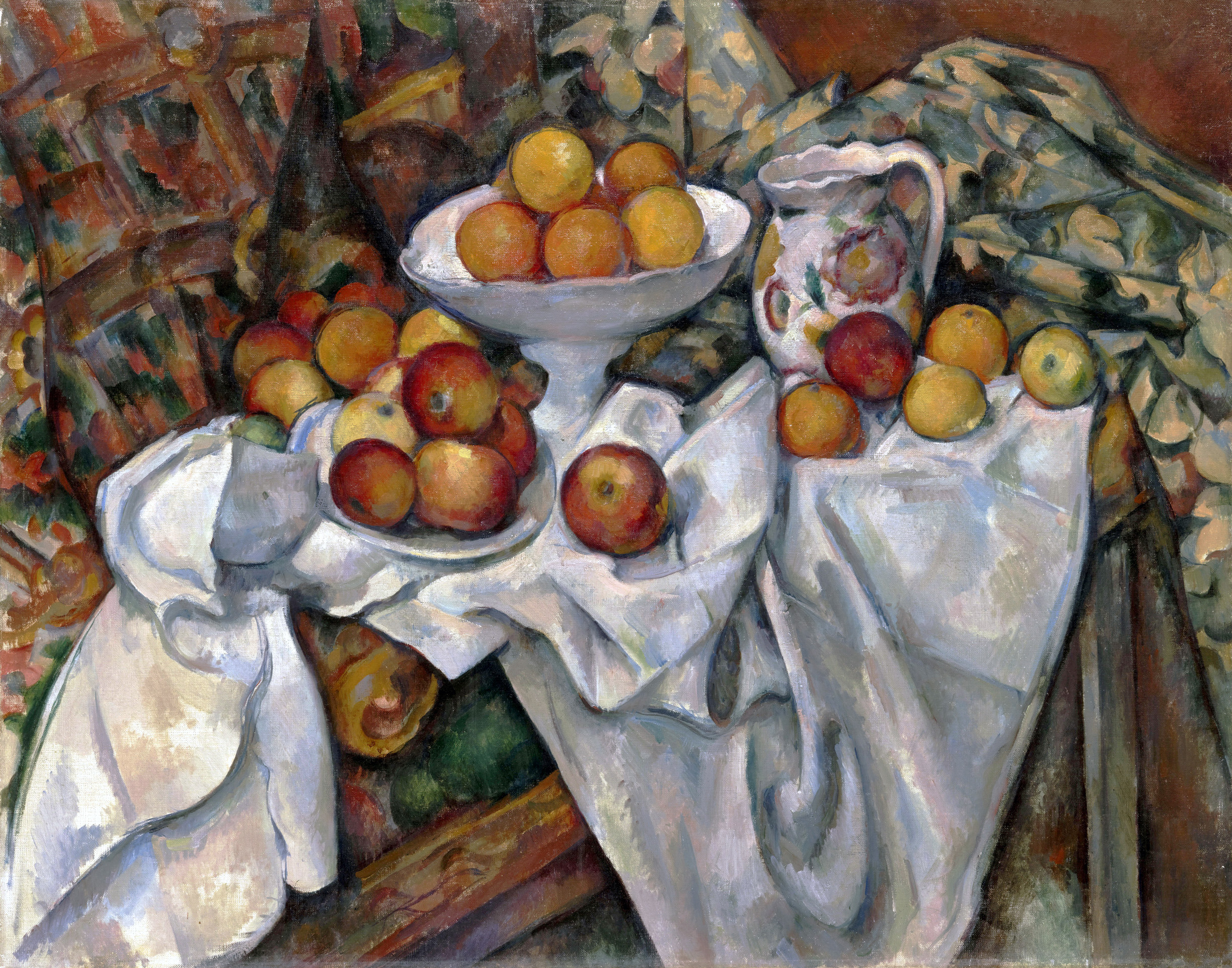
سیب‌ها و پرتقال‌ها (۱۸۹۵ - ۱۹۰۰ میلادی) اثر نقاش فرانسوی پل سزان (۱۸۳۹ - ۱۹۰۶ میلادی)

سیب‌ها و پرتقال‌ها یکی از آثار نقاش پست‌امپرسیونیسم فرانسوی پل سزان (۱۸۳۹ - ۱۹۰۶ میلادی) است که بین سال‌های ۱۸۹۵ تا ۱۹۰۰ میلادی خلق شده‌است. از سزان اغلب به عنوان «پدر هنر مدرن» نام برده می‌شود، هنری که نام وی را به عنوان یکی از الهام دهندگان کوبیسم یدک می‌کشد. 
این اثر که یکی از ده‌ها کار سزان در طبیعت بی‌جان (به انگلیسی: Still Life) است، بی تردید نقطه اوج کارهای وی در این سبک و یکی از مهم‌ترین و پرتاثیرترین آثار هنری در سال‌های پایانی قرن نوزدهم میلادی به حساب می‌آید. 
کمپوزیسیون این اثر باعث به وجود آمدن دیدگاه «تعدد نقاط دید» در کارهای بسیاری از نقاشان هم دوره و بعد از وی شد. تئوری که از فضای تاریک و مبهم سمت چپ و بالای اثر جان می‌گیرد، با نشان دادن تنها یک پایه از میز کار سعی در تعلیق فضای اثر دارد و نهایتا با قرار دادن نقطه اتکای ترکیب بر روی سیب مرکزی در کنار بشقابی که خود آشکارا در عدم تعادل با سطح کار قرار دارد، رشد می‌کند. 
این شاهکار بی نظیر در ترسیم طبیعت بی‌جان، هم‌اکنون در موزه اورسی در پاریس نگهداری می‌شود.